# 奧澤爾納 (波格列比謝區)
49°38′30″N 29°30′32″E / 49.64167°N 29.50889°E
奧澤爾納（烏克蘭語：Озерна），是烏克蘭的村落，位於該國西南部文尼察州，由文尼察區負責管轄，面積1.55平方公里，海拔高度252米，2001年人口90，人口密度每平方公里58.07人。